# شيغيو أنزاي
شيغيو أنزاي (باليابانية: 安斎重男) هو مصور ياباني، ولد في 1939.